# Oropa (Italia)
Oropa è una frazione del comune di Biella, in Piemonte.

## Geografia fisica
Oropa si trova a circa dodici chilometri a nord-ovest della città di Biella e a 6,5 chilometri da Favaro, in una valle attraverso la quale scorre il torrente Oropa. La località è posta a circa 1200 m sopra il livello del mare. Nel 2005, la Regione Piemonte istituì la Riserva naturale speciale del Sacro Monte di Oropa, che copre l'intero bacino di Oropa fino al confine con la Valle d'Aosta.

### Clima
Oropa ha un osservatorio meteorologico (Stazione meteorologica di Oropa) e sismografico fondato nel 1874 da Francesco Denza (1834-1894), un prete barnabita.

## Monumenti e luoghi di interesse
Oropa è meta di molti pellegrinaggi probabilmente da moltissimi anni, quando il luogo era oggetto di culto in epoca precristiana. L'attuale luogo di pellegrinaggio è costituito dal santuario di Oropa, in cui viene venerata una statua della Madonna Nera della prima metà di età gotica del quattordicesimo secolo, dal complesso noto come Sacro Monte, risalente al diciassettesimo secolo e facente parte, dal 2003, dei Sacri Monti del Piemonte e della Lombardia per volere dell'UNESCO, e la basilica, inaugurata nel 1960.
A Oropa ci sono vari servizi che offrono vitto e alloggio per i pellegrini, il Giardino botanico di Oropa, inaugurato nel 1998, e un parco avventura, aperto nel 2012.

## Infrastrutture e trasporti
Nel 1926 fu costruita una prima funivia che collega Oropa alla collina posta tra il Monte Camino (2388 m) e il Monte Mucrone (2335 m). Nel 1962 la funivia fu ricostruita parallelamente al vecchio percorso mentre, nel 2001, fu interamente revisionata.
Dal santuario è possibile raggiungere Oropasport (quota 1900 m slm circa) sia a piedi sia con le funivie Oropa. La stazione delle funivie si trova vicino all'ampio parcheggio situato alle spalle della Chiesa nuova. A Oropasport si trova il rifugio Savoia, da qui in pochi minuti con una facile passeggiata si raggiunge il Lago del Mucrone sul monte omonimo. Dalla stazione di monte della funivia parte una cestovia che permette di raggiungere la cima del Monte Camino, a circa 2.400 metri di altitudine. Dalla cima si gode una visuale a 360 gradi sulle Alpi e sulla pianura Padana, a pochi metri dalla cima si trova il rifugio Capanna Renata. Scendendo da Oropasport, a solo 5 minuti sotto l'arrivo della funivia, lungo il sentiero D13, si trova il Rifugio Rosazza (1830 m circa) che, incastonato tra Monte Mucrone e Monte Tovo, offre una panoramica del Santuario di Oropa.
Dopo due anni di lavori, il 4 luglio 1911, fu aperta la tranvia Biella-Oropa, che aveva un tragitto di 14 km ed era posta a 800 m di altezza sopra il livello del mare. Il 29 marzo 1958 l'esercizio ferroviario fu soppresso e sostituito da un servizio di autobus.

## Sport
In sette occasioni l'arrivo di una tappa del Giro d'Italia è stato posto al Santuario di Oropa:
| Edizione | Tappa | Data      | Percorso                                             | km   | Vincitore di tappa | Leader cl. generale |
| -------- | ----- | --------- | ---------------------------------------------------- | ---- | ------------------ | ------------------- |
| 1963     | 11ª   | 29 maggio | Asti > Santuario di Oropa                            | 130  | Vito Taccone       | Diego Ronchini      |
| 1993     | 20ª   | 11 giugno | Torino > Santuario di Oropa                          | 162  | Massimo Ghirotto   | Miguel Indurain     |
| 1999     | 15ª   | 30 maggio | Racconigi > Santuario di Oropa                       | 160  | Marco Pantani      | Marco Pantani       |
| 2007     | 13ª   | 25 maggio | Biella > Santuario di Oropa (cron. individuale)      | 12,6 | Marzio Bruseghin   | Danilo Di Luca      |
| 2014     | 14ª   | 24 maggio | Agliè > Santuario di Oropa                           | 184  | Enrico Battaglin   | Rigoberto Urán      |
| 2017     | 14ª   | 20 maggio | Castellania > Santuario di Oropa                     | 131  | Tom Dumoulin       | Tom Dumoulin        |
| 2024     | 2ª    | 5 maggio  | San Francesco al Campo > Biella (Santuario di Oropa) | 161  | Tadej Pogačar      | Tadej Pogačar       |

Il record di scalata è di Marco Pantani.
Oltre che al Giro d'Italia, Oropa è stata sede di arrivo delle seguenti manifestazioni di ciclismo professionistico:
| Anno | Data       | Manifestazione                                               | km  | Vincitore      |
| ---- | ---------- | ------------------------------------------------------------ | --- | -------------- |
| 1997 | 26 agosto  | 1ª prova Trofeo dello Scalatore: Biella > Santuario di Oropa | 134 | Pavel Tonkov   |
| 1998 | 25 agosto  | 1ª prova Trofeo dello Scalatore: ??? > Santuario di Oropa    | 134 | Massimo Donati |
| 2019 | 10 ottobre | Gran Piemonte: Agliè > Santuario di Oropa                    | 183 | Egan Bernal    |